# Образование в Швейцарии
Система образования в Швейцарии соответствует её политическому устройству. Полномочия центра существенно ограничены со стороны регионов. Более логично было бы говорить о 26 совершенно самостоятельных системах образования в Швейцарии, связанных между собой общими принципами. В каждом кантоне Швейцарии существует отдельная система образования, однако качество образовательных услуг и их доступность гарантирует федеральная власть. Конституция Швейцарии провозглашает всеобщее обязательное среднее образование для всех граждан с 6 до 16 лет, гарантирует доступность и бесплатность образования в стране, а также отвечает за соответствие дипломов по типу и уровню образования различных кантонов между собой.
Полномочия федеральной и кантональных властей разделены следующим образом:
- дошкольное, начальное и первая ступень среднего образования (Secondaire I, обязательное среднее образование) полностью подчинено региональным властям. Государство отвечает только за соблюдение принципа общедоступности и бесплатности, гарантирует качество образования.
- вторая ступень среднего образования (Secondaire II, полное среднее образование) находится в ведении кантонального правительства за исключением профессионального образования, которое регулирует федеральная власть. Все государственные школы и гимназии находятся в ведении кантонов. А вот с частными школами Швейцарии ситуация другая: их выпускники для получения свидетельства о полном среднем образовании обязаны сдать не кантональный, а федеральный экзамен. Соответственно, дипломы государственных школ признаются на территории страны, а дипломы частных школ — в том числе и за рубежом.
- Высшее образование регулируется центром и регионами совместно: в ведении федеральных властей высшее профессиональное образование, а кантоны отвечают за университетское образование. При этом финансовое обеспечение университетов гарантирует центр. Высшее образование в Швейцарии полностью перестроено под требования Болонского соглашения и предусматривает 2 ступени обучения: бакалавриат и магистратуру.

Главная особенность системы образования в Швейцарии — её гибкость. Высшие учебные заведения Швейцарии предлагают академические программы на 4 языках: немецком, французском, итальянском и английском.

## История развития системы образования в Швейцарии
Первый университет в Швейцарии был основан в 1460 году в Базеле, его история началась с появления медицинского факультета. И сегодня, сохраняя традиции, Базельский университет проводит ряд серьёзных научных исследований в области химии и медицины. В настоящее время в Швейцарии открыто 10 университетов и 2 Политехнические Школы, имеющие статус университета. Кроме того, есть 7 центров прикладного (высшего профессионального) образования с развитой филиальной сетью по всей стране.
Большое количество учёных, закончивших швейцарские университеты или работавших в них, были удостоены Нобелевской премии в области науки: Альберт Эйнштейн, Никлаус Вирт, Владимир Прелог, Генрих Рорер, Рихард Эрнст, Эдмонд Фишер, Рольф Цинкернагель, Курт Вютрих и другие. 113 лауреатов Нобелевской премии имели непосредственное отношение к Швейцарии; Нобелевская премия мира была присуждена 9 организациям, зарегистрированным на территории швейцарской юрисдикции. В Женеве находится крупнейшая в мире лаборатория физики высоких энергий — Европейская Организация по ядерным исследованиям (ЦЕРН), в Цюрихе — Швейцарский Исследовательский Институт прикладных материалов науки и техники и Институт Пауля Шеррера — PSI.
В Швейцарии зародилась знаменитая реформаторская педагогика — здесь жили и работали такие знаменитые педагоги, как Иоганн Песталоцци, Жан Пиаже и Рудольф Штайнер, последователи Марии Монтессори.

## Дошкольное обучение
Как и в других европейских странах, в Швейцарии дошкольное образование не является обязательным, однако большинство родителей отдают детей в детские сады. В детском саду происходит социализация ребёнка и подготовка к началу учёбы в школе.
В детский сад в Швейцарии детей отдают рано, есть группы начиная с 4-х месяцев. Существуют государственные дошкольные учреждения и частные. Дошкольное образование в Швейцарии не является бесплатным даже в государственных учреждениях. Стоимость пребывания ребёнка в них частично покрывается городской казной, остальное доплачивают родители в зависимости от уровня дохода семьи. Частные ясли и детские садики работают гибко — детей можно оставлять на обед и забирать вечером. Заведений с круглосуточным содержанием маленьких детей в Швейцарии нет.
Учреждения дошкольного образования и обучения в Швейцарии посещают примерно 154000 детей, 48,7 % из которых девочки. Доля иностранных детей составила 27,2 %. Воспитателями работают 13600 человек, 86 % которых — женщины. В Швейцарии открыто 4949 учреждений дошкольного воспитания, 301 из которых частные.

## Начальное образование
Начальная школа в Швейцарии начинается рано — учиться дети начинают в 4 года. При школах, как правило, есть подготовительное отделение. В настоящее время в Швейцарии идет процесс присоединения дошкольных учреждений к школам.
Начальное образование в Швейцарии обязательно и бесплатно в государственных школах. В большинстве кантонов начальное образование длится 6 лет. При принятии в школу нет ни тестов, ни экзаменов. Учебная программа рассчитана в среднем на 23-32 уроков в неделю .
По стандартам государственной учебной программы выпускники средней школы обязаны владеть тремя языками: двумя государственными на выбор и английским. Изучение языков начинается ещё в детском саду, а иностранный язык в начальной школе — один из основных предметов.

## Среднее образование
- Обязательное среднее образование в Швейцарии — это начальная школа и первая ступень среднего образования (Secondaire I). Secondaire I — это 3 (в некоторых кантонах 4) класса, таким образом, обязательно обучение с 6 до 15 лет.
- Полное среднее образование рассчитано на дополнительные 3-4 года обучения в старшей средней школе — Secondaire II. Аттестаты зрелости Maturité gymnasiale ученики получают в 18-19 лет.

В конце первой ступени среднего образования (Secondaire I) происходит разделение учеников на тех, кто способен учиться по академической программе дальше и готовиться к учёбе в университете и на тех, кто успехов не демонстрирует. Последние уходят из школы и проходят подготовку к получению аттестата о среднем профессиональном образовании — Maturité professionnelle. Швейцарская система образования демократична — Maturité professionnelle не означает невозможность получения высшего образования. В Швейцарии высшее образование бывает двух видов: академическое (университетское) и прикладное (профессиональное). Аттестат о среднем профессиональном образовании даёт возможность поступления в прикладные вузы Швейцарии (все высшие учебные заведения, кроме университетов).
Те, кто прошёл на следующий уровень школьного образования — Secondaire II, в течение 3 лет проходят подготовку к сдаче экзаменов на получение аттестата зрелости Maturité gymnasiale.
В Швейцарии отсутствует единый государственный язык, поэтому федеральный стандарт среднего образования (Matura) может быть франко-, немецко- или италоязычным. Здесь есть частные негосударственные школы, работающие по стандарту образования как Швейцарии, так и почти всех крупных стран мира. Это объясняется тем, что традиционно в Швейцарии работало очень много иностранцев, да и сама Швейцария состоит из трёх частей — немецкой, французской и итальянской.
Аттестаты о полном среднем образовании федерального стандарта признаются не только в самой Швейцарии (обладатели Matura просто зачисляются в вузы без каких-либо дополнительных условий), но и во всей Европе, а также США, Австралии и других странах (для зачисления в иностранные вузы необходимо наличие проходного балла и подтверждение знания языка преподавания). Аттестаты частных швейцарских школ, работающих по национальным стандартам других стран, признаются в Швейцарии, но их обладателям необходимо набрать проходной балл и доказать знание языка преподавания в вузе.
Качество среднего образования в Швейцарии высоко ценится в мире: согласно международной оценки PISA уровень подготовки школьников в этой стране традиционно находится на уровне существенно выше среднего по ОЭСР.

## Высшее образование
Швейцарские власти уделяют огромное внимание национальной системе высшего образования. Основа швейцарской экономики — создание уникальной высокотехнологичной продукции. Часовая промышленность, машиностроение и точная механика, фармакология и нефтехимия — основные отрасли экспортно-ориентированной экономики Швейцарии, составляющие более 40 % её ВВП.
Высшее образование в Швейцарии отличает прикладной характер: большинство преподавателей и почти половина студентов участвуют в исследовательской работе. Государство выделяет на науку около 2,6 % от ВВП, что выше среднего по ОЭСР уровня. На образование направляется 5,2 % ВВП. В швейцарских вузах работали многие выдающиеся ученые: Якоб Бернулли, Леонард Эйлер, Орас Бенедикт де Соссюр, Фердинанд де Соссюр, Карл Густав Юнга, Альберт Эйнштейн, К. А. Мюллер, Георг Беднорц, Генрих Рорер, Герд Бинниг, Рихард Эрнст и Курт Вютрих. При этом государство успешно стимулирует участие в развитии науки частного сектора. Такая политика государства привела к тому, что Швейцария стала одним из мировых лидеров в научных исследованиях. Научные центры Швейцарии, работающие в области изучения космоса, атомной энергии, нанотехнологий, знамениты во всем мире. В обучение каждого студента в Швейцарии вкладываются средства,  превышающие средний уровень по ОЭСР (21000 долларов против 14000). 
При этом если в США доля расходов граждан при обучении в вузах составляет более 60 %, в Великобритании — 65 %, в Канаде — более 40 %, а в России около 35 %, то в Швейцарии — 0 %. Швейцарские вузы сегодня одни из самых дешевых в мире не только для своих собственных граждан, но и для иностранных студентов. Качество и стоимость обучения в вузах Швейцарии привлекает сюда все больше студентов из других стран. Количество студентов составляет почти 235 тыс. из которых более 47 000 иностранные студенты.